# Slag in het Baduhennawoud
De Slag in het Baduhennawoud vond plaats in 28 n.Chr. tussen de Frisii en de Romeinen. De Romeinen werden door de Frisii verslagen.

## Achtergrond
In 28 waren de Frisii in opstand gekomen nadat Olennius, de nieuwe Romeinse landvoogd, de belastingen drastisch had verhoogd en hardvochtig was opgetreden tegen onlusten als gevolg hiervan.
De Frisii brachten een legermacht op de been en vielen de Romeinen aan bij het castellum Flevum, dat door sommige historici in de buurt van Velsen wordt gelokaliseerd. Na hevige gevechten konden de verdedigers met moeite de Friezen afslaan. Lucius Apronius, de bevelhebber van het Romeinse grensleger aan de Beneden-Rijn, zond met boten haastig versterkingen naar het noorden. Toen dit leger, het Vijfde Legioen en hulptroepen, aankwam in het gebied van de Frisii trokken deze zich terug in het Baduhennawoud. Het is onduidelijk waar dit bos gelegen was. Een vooruitgestuurde ruitereenheid van Cananefaten (het ala Caninefas), gevolgd door Germaanse infanterie, werd door de Frisii verslagen. Ook met de ruitereenheid van het legioen, dat toesnelde om te helpen, werd afgerekend.
De Frisii waren ten opzichte van de Romeinen in het voordeel, ze kenden het woud en de waterrijke omgeving en waren, in tegenstelling tot de Romeinen, licht bewapend. De slag in het woud liep uit op een klinkende overwinning van de Frisii. Volgens Tacitus vonden negenhonderd soldaten de dood en doodden vierhonderd elkaar in de 'villa van Cruptorix', omdat ze verraad vreesden. Het fort Flevum werd opgegeven en de overlevenden vluchtten terug naar het zuiden. De gesneuvelde Romeinse soldaten, waaronder vele hoge officieren, werden op het slagveld achtergelaten. 
Keizer Tiberius zond geen nieuwe strafexpeditie naar het gebied, waardoor de Frisii hun vrijheid terug hadden gewonnen. Later in 47 vestigde de veldheer Corbulo er opnieuw het Romeins gezag, maar hij kreeg opdracht van keizer Claudius zich achter de Rijn terug te trekken.